# Robert Piché

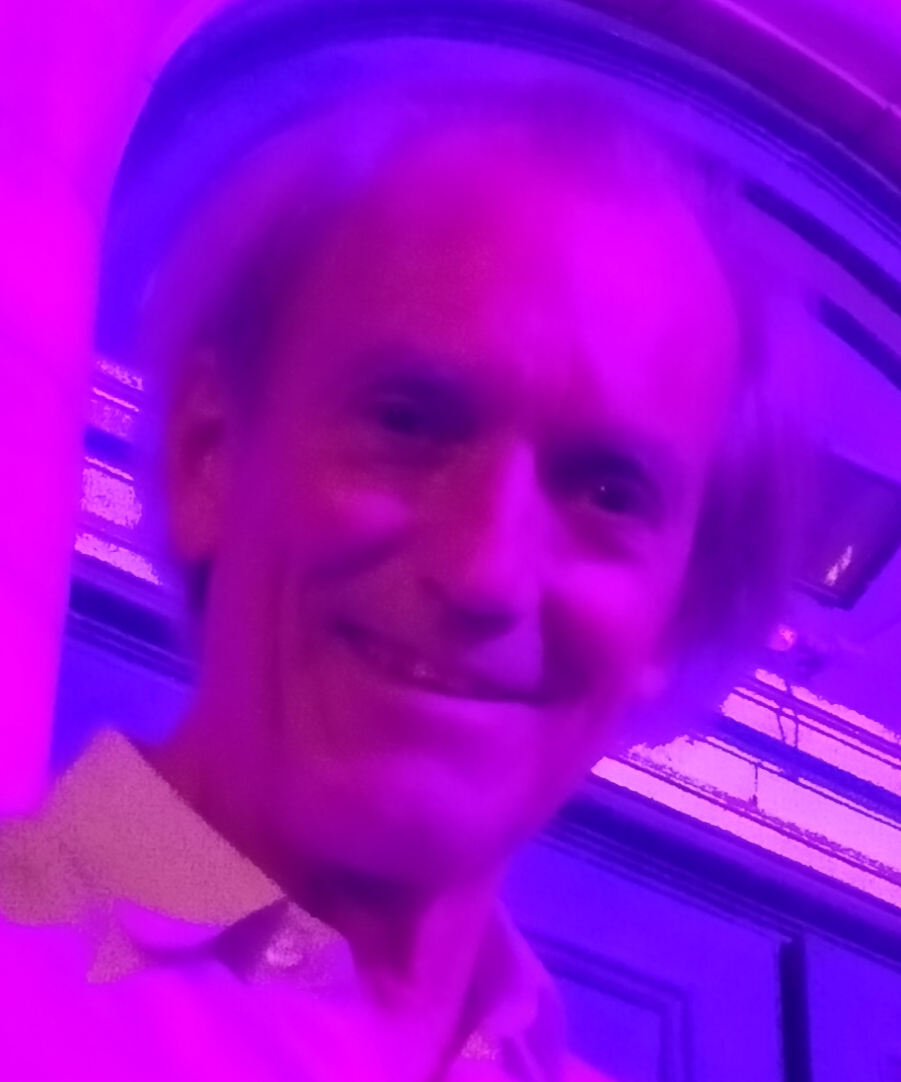
Robert Piché (2021)

Robert Piché (* 5. November 1952 in Mont-Joli, Québec) ist ein kanadischer Pilot und war Flugkapitän des Air-Transat-Flugs 236, bei dem am 24. August 2001 einem Airbus über dem Atlantik auf Grund eines Tanklecks das Kerosin ausging. Piché gelang daraufhin zusammen mit seinem Copiloten der längste Gleitflug eines Düsenflugzeuges in der Geschichte und die sichere Landung auf den Azoren. Für diese fliegerische Leistung wurde er mehrfach ausgezeichnet. Allerdings hatte Piché den Treibstoffverlust nicht rechtzeitig erkannt und diesen im Verlauf des Unglücks sogar noch weiter verstärkt. Der Untersuchungsbericht zu dem Unglück kam zu dem Ergebnis, dass der Kraftstoff bis zur Landung gereicht hätte, wenn die Piloten die für den Fall eines Treibstofflecks vorgesehenen Verfahren durchgeführt hätten.

## Leben
Nachdem Piché aufgrund seines Gleitflug-Rekords und der damit geretteten Menschenleben große Popularität erlangt hatte, wurde durch die Titelstory eines kanadischen Magazins eine zurückliegende Haftstrafe bekannt. 1983 war er in den USA wegen Drogenschmuggels zu einer fünfjährigen Freiheitsstrafe verurteilt worden. Allerdings wurde er bereits nach 16 Monaten Haft, die er in einem US-Gefängnis in Georgia verbüßte, entlassen. Im Gegensatz zur Öffentlichkeit kannte sein Arbeitgeber seine Vergangenheit.

## Sonstiges
Ein weiterer langer Gleitflug wegen Kerosinmangels war der „Gimli-Glider“.

## Auszeichnungen
- Superior Airmanship Award – am 22. August 2002 von der „Air Line Pilots Association, International“ zusammen mit seinem Copiloten De Jager
- Landry Trophy
- 2022: Ehrenbürgerschaft der Stadt Montreal[2]